# Stemmops victoria
Stemmops victoria là một loài nhện trong họ Theridiidae.
Loài này thuộc chi Stemmops. Stemmops victoria được Herbert Walter Levi miêu tả năm 1955.